# Barnnyheter i Sverige
Barnnyheter i Sverige har inbegripit program i såväl radio som television (TV). Olika tidningsbilagor på ämnet har även publicerats i Sveriges tidningar sedan tidigt 1900-tal. Nyheter som riktar sig specifikt till målgruppen barn och unga är ett resultat av att det underlättar för barn att ta till sig information genom nyhetskällor vars innehåll är anpassat efter en yngre publik.
Under de första 20 åren av 1900-talet hade varken radion eller televisionen kommit till Sverige och detta resulterade i att den primära nyhetskällan för svenska medborgare var tidningar av olika slag. Den första uppgiften på en barnbilaga i en svensk nyhetstidning är från år 1923 i Dagens Nyheter. Under 1900-talet fortsatte lokaltidningar producera diverse bilagor med innehåll som riktades mot barn och unga, men en trend som framträder är att få av dem har varit särskilt långvariga. Under 2000-talet har den främsta nyhetskällan för barn i svenska tidningar varit SvD Junior som ges ut av Svenska Dagbladet.
Sedan radion kom till Sverige 1925 har det funnits nyhetsprogram för barn även där. Bland annat infördes skolradio, program som barn runtom i landet kunde lyssna på i skolan i utbildningssyfte. Andra program var till exempel Barnens brevlåda (1925–1972) som leddes av Sven Jerring. Samtidigt som detta långvariga program har det funnits ett antal nyhetsprogram för barn på radio under 1900-talet varav många varit i reportageform. Under 2000-talet har det främsta nyhetsprogrammet för barn på radio varit Juniornyheterna på Sveriges Radio.
När TV:n kom till landet på 1950-talet gav den nya möjligheter att utveckla nyhetsprogrammen ytterligare, så även för barn. Under de tidiga TV-åren utvecklades bland annat Skolradion till Skol-TV och program som Måndagsposten introducerades. De mer långvariga programmen har dock varit Barnjournalen, som sedan utvecklades till Lilla Aktuellt under senare delen av 1900-talet och under 2000-talet.

## Bakgrund
Sedan 1 januari 2020 har barnkonventionen varit lag i Sverige och paragraf §17 i konventionen förmedlar att barn har rätt att få tillgång till information via internet, TV och radio. Att det har funnits och fortfarande finns olika nyhetskällor vars syfte är att rikta sig till barn som målgrupp kan bero på att olika nyhetskällor har velat skapa nyheter som tillgodoser de förutsättningar som barn har att ta till sig och förstå nyheter. Nyheter som anpassar sig specifikt till barn har dock inte endast funnits sedan år 2020 när barnkonventionen blev lag, utan det har funnits olika nyhetskällor vars innehåll varit anpassat efter en yngre målgrupp i Sveriges tidningar, radio och television under 1900-talet och 2000-talet.

## Nyheter för barn i svenska tidningar

### Tidigare delen av 1900-talet: De första barnnyheterna
Den äldsta uppgiften på en specifik bilaga av en tidning för barn finns från Dagens Nyheter från år 1923. Det var en söndagsbilaga med namnet Nytt och nyttigt för stora och små. Tre år senare, år 1926, introducerade Dagens Nyheter ytterligare en speciell barnbilaga, snarare ansedd för de yngre barnen. Bilagan fick namnet För de unga och de yngsta och innehöll bland annat sagor, faktaartiklar, serier och inskickade barnteckningar.
Runt mitten av 1900-talet publicerade en del tidskrifter barnbilagor. Ett exempel är Östgöta-Correspondenten som publicerade en bilaga med namnet Bytningen. Bytningen började publiceras år 1942 och pågick i många år, tills det att den upphörde år 1985. Även Norrköpings Tidningar hade en barnsatsning år 1948 under namnet Barnens NT. Den utvecklades till att bli en kombinerad barn- och ungdomsbilaga 1952 och fick då namnet Barnens NT med Junior.

### Senare delen av 1900-talet: Ytterligare barnbilagor
I början av 1950-talet dök ytterligare en bilaga för barn och unga upp i många svenska dagstidningar. Denna hette Junior och fanns i bland annat Jönköpings-Posten (1954), Dagens Nyheter (1954) och Göteborgs-Tidningen (1954).
En del exempel på nystartade ungdomssatsningar hittas också i slutet av 1970-talet och under 1980-talet samt 1990-talet. Exempel är bilagan UNG som Aftonbladet publicerade 1978. Bland landsortstidningarna fanns bland annat Ung i Blekinge Läns Tidning (1985–1986) samt Slammer i Dala-Demokraten (1993–1996).
En trend som framträder är att typiskt för de satsningar på barnmaterial i olika tidningar som gjordes under senare delen av 1900-talet är att de inte var långvariga då de i regel varande mellan ett och tre år.

### Svenska Dagbladet Junior
År 2012 släppte den norska dagstidningen Aftenposten en specialtidning för barn; Aftenposten Junior. Tre år senare, år 2015, började Svenska Dagbladet lansera Svenska Dagbladet Junior och det ska vara åt Aftenpostens håll de sneglade när de lanserade sin specialtidning. Svenska Dagbladet Junior presenterar både inrikes- och utrikesnyheter och år 2024 är det Sveriges enda nyhetstidning för barn. Chefredaktör och ansvarig utgivare för tidningen är Stina Cederholm. Syftet med tidningen är att väcka nyfikenhet och förklara skeenden i Sverige och i världen utifrån vad som är viktigt ur barnens perspektiv.

## Nyhetsprogram för barn i svensk radio

### De första radioåren: Barnens brevlåda och skolradion
Den första radiosändningen i Sverige kom 1925 och de första barnprogrammen började sändas tre dagar efter den officiella starten. Under 1925 och 1926 sändes det mellan kl 17 och 18 varje söndagseftermiddagarna ett barnprogram med bland annat sånger och sagor och senare även uppträdanden av barn.

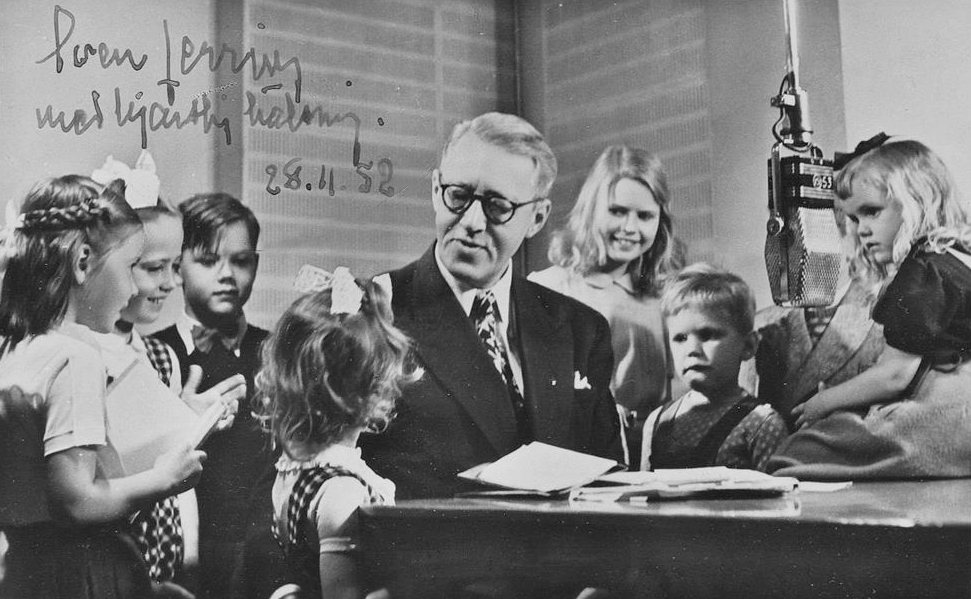
Sven Jerring sänder Barnens brevlåda

Ett av de första nyhetsprogrammen för barn var Barnens brevlåda, som hade sin uppstart under det första radioåret 1925. Barnens brevlåda skulle komma att bli ett av världens mest långlivade program, då det pågick fram till 1972 med sina totalt 1785 sändningar. Det första programmet sändes den 11 september 1925 och till en början lästes endast brev upp som barn skickat in från olika delar av landet. Programmet var då 15 minuter långt och sändningen efterföljdes sedan av ett annat barnprogram. När programmet hade gått i tio år hade cirka 50 000 brev skickats in till programmet, alltså ungefär 5000 brev per år. Intresset fortsatte även att vara lika stort under 40-talet, då det uppskattas att 100 000 brev hade kommit in efter att programmet sänts i 20 års tid. Programledare var journalisten och radioprofilen Sven Jerring och det var han som ledde programmet från dess första sändning till den sista 47 år senare. När barnen från olika delar av landet skrev in till programmet hänvisade de till Jerring som "Farbror Sven" i sina brev.

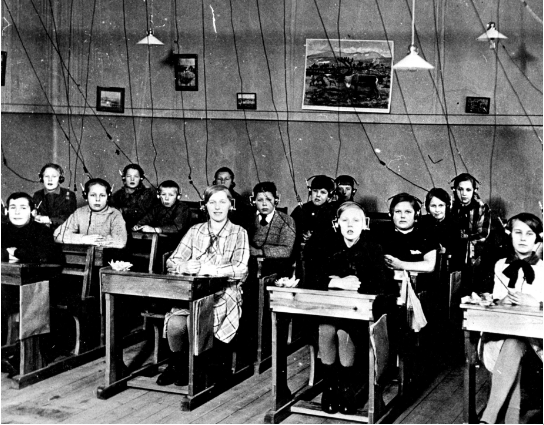
Barn som lyssnar på skolradio i Sundsvallstrakten 1928

År 1928 startade också ett koncept som kallades "skolradion". Det innebar att lärare i olika svenska klassrum fick tillgång till program som eleverna kunde lyssna på i skolan och vars syfte var att vara lärorika. Inslagen var inte endast nyheter, utan det kunde till exempel vara porträtt av olika kulturpersonligheter, som till exempel Selma Lagerlöf. Till en början var det Skolöverstyrelsen som stod för sändningarna, men efter tre år tog Radiotjänst (nuvarande Sveriges radio) över.

### Nyheter om kriget
Under andra världskrigets inledning år 1939 diskuterades det hur barn upplevde kriget. En del menade att barnen i Sverige skulle skyddas och veta så lite som möjligt, medan andra önskade att de skulle få mer insikt och förståelse om händelseförloppet. Ungefär en månad efter att kriget hade brutit ut talade psykiatrikern Torsten Ramer ut i radio under ämnet "Barnen och krigshändelserna". Programmet var avsett för vuxna i vilket Ramer diskuterade hur man som vuxen skulle prata med barnen om kriget. Ramer menade att det inte går att hålla barn utanför sådant som händer och att man därför borde vara öppen och ärlig och besvara deras frågor. Sveriges radio meddelade alltså hur föräldrarna skulle informera barnen om kriget, men delgav inte barnen nyheter om kriget i barnprogrammen.

### Reportaget som nyhetsform
I slutet av 1940-talet blev reportaget en ny programform för barn. Två nyhetsprogram för barn som bestod av reportage var Tisdagstelegrafen och Barnens egna löpsedel. De gav insyn i olika aktuella ämnen och kommunicerade allmänbildande kunskaper i exempelvis geografi och kultur. Ett annat program som kom 1950 och bestod av just reportage var serien Barn i främmande länder. Programmet var en produkt av ett begär från Unesco vars uppgift var att förmedla samförstånd mellan barn i olika länder. I dokumentärfilmer med fiktiva inslag skildrades olika barns levnadsvillkor i främmande länder där man fick följa ett barns vardag och ta del av familjelivet, matvanorna samt seder och bruk. Många av programmen skrevs och dramatiserades av Birgitta Bohman och sändningarna pågick i 14 år, fram tills år 1964.

### Barnens Eko och Juniornyheterna
Barnens Eko (1987) var barnens motsvarighet till Ekot på Sveriges Radio. Radioprogrammet producerades i samarbete med redaktionen till Ekot där journalisterna gjorde speciella inslag riktade mot barn. Ambitionen bakom dessa typer av satsningar i radio var att erbjuda barn och unga en miniatyrform av det utbud av nyheter som fanns för vuxna.
Den 15 april 2019 sändes för första gången programmet Juniornyheterna på Barnradion i Sveriges radio, ett program som sänds våren 2024. Målgruppen för programmet är barn mellan 9 och 13 år med syftet att förmedla korta och trovärdiga nyheter som är anpassade till målgruppen. Juniornyheterna började att produceras då Barnradion ansåg att det fanns behov av en daglig och trovärdig nyhetskälla som var relevant för unga lyssnare och programmets innehåll mixar olika typer av nyheter för att det ska vara angeläget och intressant för målgruppen. Den första programledaren för Juniornyheterna var Niklas Jonsson, och producent var Nasim Rahsepar. År 2022 var programledarna Olivia Axelsson och Johanna Heed och producent var Belnim Nuhic.

## Nyhetsprogram för barn på svensk television

### De första TV-åren: Måndagsposten
Televisionen kom till Sverige 1956, men det dröjde innan de flesta svenska hushåll och därmed de flesta barn i Sverige hade tillgång till den. Det man upptäckte när TV:n började bli vanligare var att den erbjöd stora möjligheter att föra ut information om relativt komplicerade processer och skeenden, även till barn. Detta betonade bland annat politikern Gustav Blixt som påpekade hur viktigt TV var för att förmedla information och pedagogik.
1961 kommer ett av SVT:s (Sveriges televisions) allra första ungdomsprogram Måndagsposten. Programmet var avsett för barn i skolåldern och var en kombination av nyhetsreportage och journalfilm som visade inslag från hela världen. Inslagen har beskrivits vara av kuriosabetonad karaktär.

### Skol-TV och Utbildningsradion
Skolradio var som tidigare nämnt ett koncept som först skolöverstyrelsen och sedan radiotjänst höll i under 1920-talet. På sextiotalet när televisionen hade börjat blivit vanligare runtom i landet kom även skol-TV, som till en början också det tillhandahölls av Radiotjänst. Skol-TV ska ha haft ett liknande syfte som skolradio; programmen skulle visas i klassrummen som ett läromedel.
Vidare under 60-talet slogs skolradio och skol-TV sedan ihop och som ett senare resultat av detta bildades Utbildningsradion (UR) år 1978. Radio- och TV-bolaget UR har som uppgift att skapa program inom utbildningsområdet, alltså riktar de sig inte specifikt till barn och unga, men tillhandahåller en del program som har en yngre målgrupp. För att få fram kunskap kombinerar programmen på UR journalistik och pedagogik och alla barnprogram klassas inte som nyhetsprogram, men det finns och har funnits UR-program som gör det.

### Barnjournalen
Aktualitetsprogrammen som genre utvecklades främst för barn på svensk television under 1970-talet, en tidsperiod som var samhällstillvänd. Barnjournalen som sändes på SVT mellan år 1972 och 1991 är ett av dessa program. Barnjournalen riktade sig åt barn i åldrarna 9-12 år och presenterade veckans nyheter på TV 1 med programledaren Bengt Fahlström år 1972-1988. Rollen som programledare togs sedan över av Pelle Thörnberg år 1988-1991. Medverkande var även Anders Küng som utrikeskommentator år 1972-1982. Något annat som karaktäriserade Barnjournalen var de så kallade "knattereportrarna". Knattereportrarna var barn som deltog i programmet och som ledde vissa intervjuer.
Recensenterna bemötte ofta Barnjournalen positivt, men den externa kritik som programmet tog emot kunde handla om att innehållet var för populistiskt. Programmet fick även kritik inifrån om att det saknade djupgående analyser i sina inslag, och istället behandlade många udda och splittrade händelser som nyhetsstoff.

### Världsmagasinet
1987 kom programmet Världsmagasinet som sändes på SVT 2. Detta aktualitetsprogram var avsett för äldre barn och unga och vars uppgift var att behandla aktuella politiska konflikter och världsproblem. Syftet var att fler av Sveriges unga skulle få förståelse och engagemang för hur det ser ut i övriga världen. För att skapa engagemang och visa att barn själva kunde påverka sin situation utgick man ofta i programmet efter ett barn som arbetade för en politisk fråga.
Programmet anmäldes till radionämnden vid flera tillfällen för partiskhet och bristande saklighet. Detta, samt att dessa typer av aktualitetsprogram under denna tidsperiod alltmer började konkurrera med ungdomars dragningskraft till videon, kan vara anledningar till att Världsmagasinet endast sändes under ett års tid.

### Lilla Aktuellt
1991 avvecklade SVT Barnjournalen efter att ha sänt programmet i 19 år. Den 15 september 1993 sändes dock det nya nyhetsprogrammet för barn, Lilla Aktuellt, för första gången i SVT 1. De första programledarna var Isabella Grybe och i början var målgruppen barn mellan 8 och 14 år. Programmet har som uttalat mål och syfte att få barn att känna sig trygga i sitt nyhetstittande och kunna förstå vad som händer i Sverige och världen, men utan att bli skrämda av det. De anser att barn har rätt till konstruktiv, faktagranskande och oberoende journalistik som varken dramatiserar eller slätar över svåra ämnen.
Lilla Aktuellt sänds fortfarande, däremot inte längre på SVT1 utan flyttades år 2008 över till SVT:s barnkanal SVT Barn. Ansvarig utgivare för programmet år 2024 är Michael Kucera och projektledare är Lowe Östberg Lilla Aktuellt är det enda nyhetsprogrammet för barn på svensk television.